# Roberto Sorrentino (professore)
Professore Roberto Sorrentino (Roma, 27 dicembre 1947 – Perugia, 3 marzo 2020) è stato un ingegnere italiano, studioso nel mondo nei settori dell'elettronica e dell'elettromagnetismo.

## Biografia
Dopo la laurea in Ingegneria Elettronica presso l'Università di Roma La Sapienza nel 1971 con il massimo dei voti, ne è stato assistente ordinario (1974) e professore associato (1983 - 1986) e successivamente professore ordinario all'Università di Roma Tor Vergata (1986-1990).
Negli anni '80 ha insegnato anche presso le Università di Catania e di Ancona. Nel 1983 e nel 1986 ha svolto attività di ricerca negli USA in qualità di Research Fellow presso la University of Texas at Austin.
Sorrentino ha dedicato la sua attività alla ricerca su varie tematiche relative all'elettromagnetismo e alle sue applicazioni agli apparati per telecomunicazioni, radar e industriali di carattere innovativo. È stato autore di oltre trecento lavori pubblicati in riviste e congressi internazionali e ha pubblicato quattro libri per MacGraw Hill e John Wiley. È stato Editor di riviste internazionali (IEEE Microwave and Guided Wave Letters) e ha fatto parte dell'Editorial Board di numerose riviste internazionali.

## Incarichi
Dal 1990 è stato professore di Campi Elettromagnetici presso l'Università di Perugia, dove ha ricoperto diversi incarichi:
- Direttore del Centro di Calcolo Elettronico (1991-1995)
- Direttore dell'Istituto di Elettronica (1992-1995)
- Preside della Facoltà di Ingegneria (1995 – 2001)
- Presidente del Corso di Laurea in Ingegneria Informatica ed Elettronica (2006-2015)
- Co-fondatore e Presidente della European Microwave Association (EuMA, 1988-2009)
- Membro del Consiglio Superiore Tecnico del Ministero delle Comunicazioni e rappresentante del Consiglio Nazionale delle Ricerche (CNR 1998-2005)
- Fondatore e primo Presidente della Società Italiana di Elettromagnetismo (2002-2009)
- Rappresentante italiano presso l'Union Radio-Scientifique Internationale (URSI,1993)
- Coordinatore nazionale di numerosi progetti di interesse nazionale del MIUR (Ministero dell'Università e della Ricerca), per l'Agenzia Spaziale Europea (ESA) e per l'Agenzia Spaziale Italiana (ASI)

## Riconoscimenti
- Fellow dell'IEEE, Institute of Electrical and Electronics Engineers (1990)
- Medaglia del terzo millennio dell'IEEE (Institute of Electrical and Electronics Engineers, 2000)
- Microwave Career Award dell'IEEE nel 2015
- Nomina a Grande Ufficiale dell'Ordine al Merito della Repubblica Italiana dal Presidente Della Repubblica Sergio Mattarella (2019)

## Opere
- R. SORRENTINO, Numerical Methods for Passive Microwave and Millimeter Wave Structures, IEEE Operations Center, 1989
- R. SORRENTINO, G. BIANCHI, Electronic Filter Simulation & Design, McGraw Hill Professional, 2007
- R. SORRENTINO, G. BIANCHI, Microwave and RF Engineering, Wiley Series,  2010 (Tradotto anche in cinese)
- R. SORRENTINO, G. CONCIANURO, M. GUGLIELMI, Advanced Modal Analysis, Wiley Series in Counseling and Human Development,  2020